# Рождественский, Пётр Алексеевич
Пётр Алексеевич Рождественский (2 [14] октября 1896, Астрахань — неизвестно, Пермь) — советский инженер, начальник лаборатории цеха эмалированной посуды Лысьвенского металлургического завода, лауреат Сталинской премии (1952).

## Биография
Родился 2 октября 1896 года в Астрахани в дворянской семье.
Окончил Кадетскую школу в Нижнем Новгороде (1915). Участник Первой мировой войны (кадет царской армии) и Гражданской войны (офицер РККА).
Заочно окончил Ленинградский индустриальный институт (1941).
Работал на Лысьвенском металлургическом заводе: бухгалтер-счетовод (1922—1925), завхоз, товаровед, лаборант эмальцеха, старший лаборант, инженер-исследователь химической лаборатории (1927—1938), лудильщик (1938—1939), старший инженер-исследователь лаборатории цветных покрытий (1940—1941).
С 3 октября 1941 по 1945 г. в РККА, участник войны, капитан, начальник химической службы миномётного полка 60-й армии.
В 1946—1968 годах начальник лаборатории цеха эмалированной посуды ЛМЗ.
Предложил усовершенствования процессов эмалирования, внедрённые в производство и доказавшие свою эффективность (в том числе дефицитная окись олова заменена более дешёвыми материалами).
Последние годы жил в Перми. Дата смерти пока не выяснена (между 1974 и 1978 гг.).

## Награды
- Орден Красной Звезды;
- Орден Отечественной войны II степени;
- Медаль «За боевые заслуги»;
- Сталинская премия 2 степени (1952) — за коренное усовершенствование методов производственной работы.